# Synagoge (Bad Brückenau)

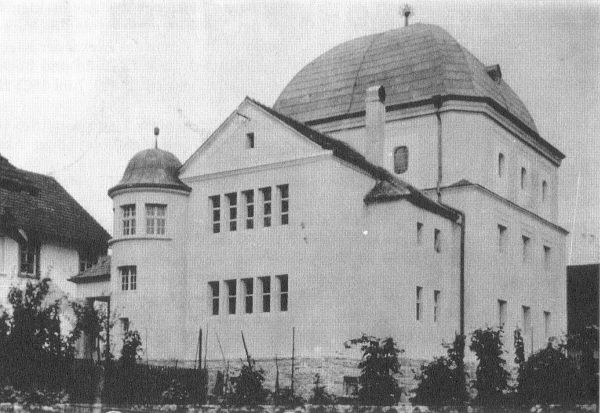
Synagoge in Bad Brückenau

Die Synagoge in Bad Brückenau, einer Kurstadt im unterfränkischen Landkreis Bad Kissingen in Bayern, wurde von 1910 bis 1913 errichtet. Die beim Novemberpogrom 1938 zerstörte Synagoge stand im Alten Schlachthofweg.

## Geschichte
Beim Stadtbrand im Jahr 1876 wurde das Haus mit dem bisherigen Betraum zerstört. Durch Spenden konnte das Gebäude Unterhainstraße 24 gekauft werden, in dem die jüdische Schule und ein Betraum eingerichtet wurden. Im Betsaal gab es 16 Plätze für Männer und 19 für Frauen. Um 1900 wurden Forderungen nach einem repräsentativen Synagogenneubau laut, der nach längeren Planungen am 28. August 1913 eingeweiht werden konnte.

### Zerstörung
Im Zuge des Novemberpogroms 1938 wurde die Synagoge am 10. November 1938 zwischen Mitternach und ein Uhr von Männern des SA-Sturms Brückenau in Brand gesetzt. Der NSDAP-Kreisleiter von Brückenau/Hammelburg, Hermann Heinritz, der seit 1935 in Brückenau seinen Wohn- und Amtssitz hatte und hier auch der SA-Sturmführer war, war der lokal verantwortliche Anführer der Pogrome im Bezirk Brückenau.
Der Kreisleiter und SA-Führer entfachte eigenhändig nach Mitternacht in der Pogromnacht (9./10. November 1938), nachdem er den Pogrombefehl Goebbels aus München über die Gauleitung Würzburg fernmündlich erhalten hatte, das Feuer im Innenraum der Synagoge mit einem petroleumgetränkten Heubündel. Die Synagoge brannte nun stundenlang durch die Nacht bis in den Morgen des 10. November hinein. Das gesamte Inventar der Synagoge und alle Kultgegenstände wurden vernichtet. Die Fenster barsten und im Laufe des Pogromtages stürzte auch das Dach ein. Während die Synagoge in Flammen stand, demolierten Männer des SA-Sturms Brückenau ab ca. 1 Uhr in der Nacht des 10. November jüdische Geschäfte, Hotels, Häuser und Wohnungen in barbarischer Weise.
Auch die jüdische Schule wurde im Innern angezündet und nach der "Ausbrennung" in brutaler Weise demoliert. Auswärtige Schläger, die mit dem Motorrad angefahren kamen, beteiligten sich im Laufe des Pogromtages an den schweren gewalttätigen Ausschreitungen, so dass die jüdischen Familien in Brückenau am 10. November 1938 mehrfach von Schlägern heimgesucht wurden, zunächst von örtlichen SA-Männern und später noch einmal von auswärtigen Pogromtätern. Die SA-Sturmführer von Brückenau (Hermann Heinritz), Hammelburg (Karl Hartmann) und Bad Kissingen (Emil Otto Walter) hatten sich telefonisch darauf verständigt, dass sie ihre Sturmverbände auch "ortsvertauscht" einsetzen.
Der "Pogrombefehl" Goebbels war in der Region um Mitternacht in der Nacht des 9./10. November 1938 von der Gauleitung Würzburg telefonisch bei den Kreisleitern Hermann Heinritz (Brückenau/Hammelburg, 1935–1945) und Willy Heimbach (Bad Kissingen, 1938–1944) eingegangen. Die Kreisleiter verständigten daraufhin die SA-Sturmführer ihres Parteikreises sowie die Ortspropagandaleiter und Anführer des NSKK ("Motorrad-SA"). Die Pogrome in den jüdischen Gemeinden des heutigen Landkreis Bad Kissingen fanden allesamt am 10. November 1938 statt bzw. am Folgetag statt, und nicht am 9. November 1938, dem 15. Jahrestag des Hitlerputsches von 1923, wie später – nach 1945 – von SA-Sturmführern vor Strafgerichten und Spruchkammern falsch behauptet wurde.
Auslöser der Pogrome war "der Befehl Goebbels", der in der Region erst um Mitternacht in der Pogromnacht (9./10. November 1938) fernmündlich eintraf. Die Kreisleiter und SA-Sturmführer schritten dann sofort zur Tat. Die größten Synagogen des Kreises, die Brückenauer und Bad Kissinger Synagoge, wurden als erste in Brand gesetzt. Danach kamen die kleineren Synagogen der jüdischen Landgemeinden an die Reihe. Auch diese wurden im Inneren angezündet, "ausgeräuchert" und geschändet. Keine einzige Synagoge des heutigen Landkreises Bad Kissingen blieb am 10. November 1938 von den Pogromen verschont. Mit "deutscher Gründlichkeit" gingen die NSDAP-Kreisleiter, Hermann Heinritz und Willy Heimbach, zusammen mit den SA-Sturmführern gegen jede Synagoge ihres Parteikreises vor, auch wenn diese noch so klein war oder nicht mehr benutzt wurde. 
Nach 1945 wurde die Brückenauer Synagoge mit dem erhaltenen Mauerwerk in ein Wohn- und Geschäftshaus umgebaut. Nur noch der Rundturm, in dem sich der Aufgang zur Frauenempore befand, erinnert an die ehemalige Synagoge.

## Pläne für den Synagogenbau

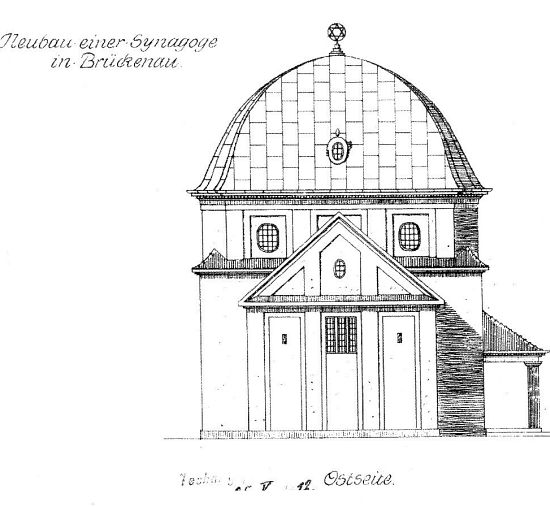
Ostseite
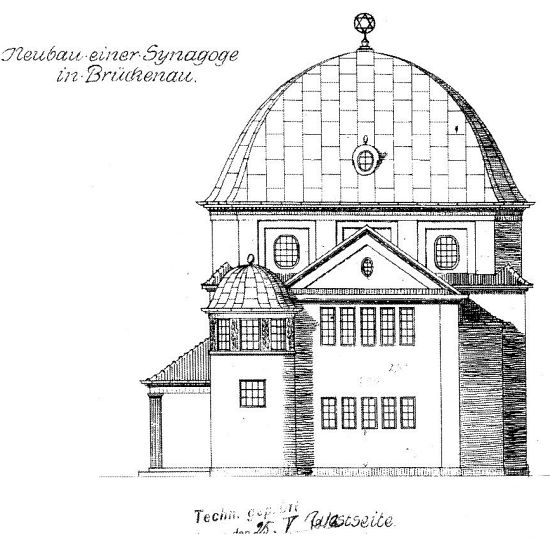
Westseite
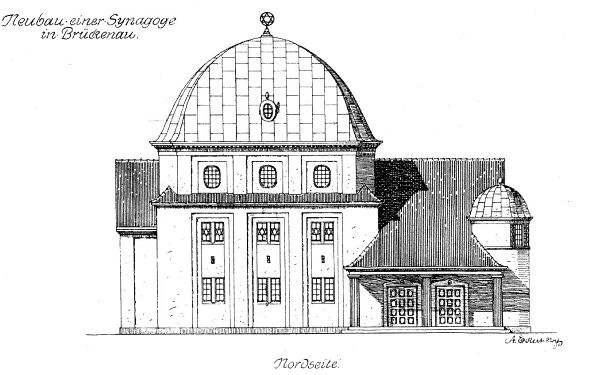
Nordseite
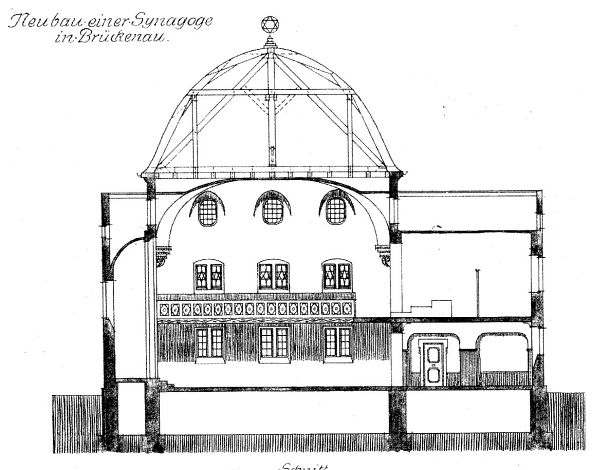
Längsschnitt